# 681 Gorgo
A 681 Gorgo egy a Naprendszer kisbolygói közül, amit August Kopff fedezett fel 1909. május 13-án.